# 教区司祭
教区司祭（きょうくしさい）は、カトリックの聖職者で、司教の管理下で活動する司祭の総称。または、在俗司祭ともいう。
修道会の司祭と違い、修道会総長（会長）の人事的、行政的管轄には入らず、修道誓願も立てない為、人事権や行政権は、司教の管轄下にある。